# Mazda Premacy
El Mazda Premacy es un monovolumen del segmento C producido por el fabricante japonés Mazda desde el año 1999 hasta 2017. Es un cinco puertas con motor delantero transversal y tracción delantero o a las cuatro ruedas.

## Primera generación (1999-2005)
La primera generación fue lanzada al mercado en 1999 con variantes de cinco y siete plazas. En algunos países asiáticos se vendió como "Ford Ixion", y aún se fabrica en China con el nombre "Haima Freema". Sus cuatro motores son de cuatro cilindros en línea: un gasolina de 1.8 de 100cv, un gasolina de 1.8 litros y 135CV, un gasolina de 2.0 litros y 135CV, y un Diésel de 2.0 litros y 90 o 100CV, ambos con turbocompresor. En 2001 se produjo un restyling del modelo que afectó a los parachoques delanteros y traseros así como los grupos ópticos traseros y los antinieblas delanteros.
Esta primera generación se ha considerado como uno de los monovolúmenes más fiables del mercado como ha demostrado durante años Esparvero

## Segunda generación (2005-2010)
La segunda generación fue puesta a la venta en junio de 2005; sólo en Japón conserva el nombre Premacy; en el resto del mundo se vende como "Mazda 5". En Taiwán se fabrica desde 2007 una versión rebautizada como el Ford I-Max.
Está construido sobre la plataforma de varios modelos de marcas de Ford, como los Ford C-MAX, Mazda 3 y Volvo S40. Existe en variantes de seis y siete plazas (estas últimas para Europa), con configuraciones de asientos 2-2-2 y 2-3-2 respectivamente.
Sus motores de nuevo de cuatro cilindros en línea y cuatro válvulas por cilindro. Los gasolina son un 1.8 litros de 115 CV, un 2.0 litros de 150 CV, y un 2.3 litros de 160 CV. El Diésel es un 2.0 litros de 105 o 143 CV, con inyección directa common-rail, intercooler y turbocompresor de geometría variable.
Como rasgo distintivo cabe mencionar que se trataba, del único monovolumen compacto (cuyo largo apenas supera los 4 metros y medio, y el alto en 1,66) no derivado de vehículos comerciales que ofrece las puertas traseras correderas o corredizas, con el plus de comodidad que aportan.

## Tercera generación (2010-2017)
La tercera generación se estrenó en el Salón del Automóvil de Ginebra de 2010, basado en la segunda generación del Mazda 3. Tiene siete plazas y rasgos de diseño del prototipo Mazda Nagare. Los motores de gasolina serán cuatro cilindros y atmosféricos: un 1.6 litros de 115 CV y un 2.0 litros de 150 CV, este último con inyección directa y sistema de arranque y parada automática.